# 明日の私に幸あれ
「明日の私に幸あれ」（あすのわたしにさちあれ）は、2025年2月19日にリリースされたナナヲアカリの楽曲および9枚目のシングル。
テレビアニメ『ギルドの受付嬢ですが、残業は嫌なのでボスをソロ討伐しようと思います』のエンディングテーマとして起用された。

## 概要
前作「ブループリント」から約6か月ぶりのリリース。CDシングル、Blu-ray Discの2形態で発売されている。

## 楽曲の特徴
- 「明日の自分のために今日を頑張る」というテーマを掲げたライフソング。
- ナナヲアカリらしい、ポップでありながら社会的メッセージを含んだダメポップスタイルが際立つ。
- 歌詞には「眠くなったら寝る」「お腹減ったらご飯を食べる」など、日常の素朴な幸せと自己肯定感を大切にするフレーズが並ぶ[3]。

## パフォーマンス
YouTubeチャンネル「THE FIRST TAKE」にて、一発撮りのパフォーマンスが公開されており、ナナヲアカリの表現力が話題を呼んだ。
ミュージックビデオはアニメのノンクレジット映像とともに公開され、視聴回数は1200万回を超えている。

## 評価と影響
- リスナーからは「共感できる」「元気が出る」といった声が多く、SNSでも話題に。
- ナナヲアカリの代表曲のひとつとして、ライブでも定番の一曲となっている。

## 収録内容

### CD
1. 明日の私に幸あれ [3:35]
作詞・作曲・編曲：玉屋2060%
2. PLAY & PRAY [2:49]
作詞：ナナヲアカリ / 作曲・編曲：tepe（OTOIRO）
3. わかんないセブンティーン [3:03]
作詞・作曲：ナナヲアカリ / 編曲：タイヘイ
4. 明日の私に幸あれ - Anime Size - [1:30]
5. 明日の私に幸あれ - Instrumental - [3:35]

### Blu-ray Disc
1. TVアニメ「ギルドの受付嬢ですが、残業は嫌なのでボスをソロ討伐しようと思います」ノンクレジットエンディング映像
2. 雷火（NANAOAKARI ZIKKEN LIVE 2024）
3. ブループリント（NANAOAKARI ZIKKEN LIVE 2024）
4. 正解はいらない（NANAOAKARI ZIKKEN LIVE 2024）
5. Jewel（NANAOAKARI ZIKKEN LIVE 2024）
6. しあわせになんてならないで feat. ナナヲアカリ（NANAOAKARI ZIKKEN LIVE 2024）
7. チューリングラブ feat. Sou（NANAOAKARI ZIKKEN LIVE 2024）